# Kiboga
Kiboga é uma cidade na região central de Uganda. É o principal centro municipal, administrativo e comercial do distrito de Kiboga, além de ser onde está a sede do distrito.